# Таёжный (Приморский край)
Таёжный — посёлок в Надеждинском районе Приморского края, входит в состав Надеждинского сельского поселения.

## География
Посёлок находится на берегу речки Малая Кипарисовка, на расстоянии 5,5 км от её впадения в Кипарисовку, на расстоянии 18 км от села Вольно-Надеждинское, административного центра района, и 54 км от города Владивосток, административного центра края. Абсолютная высота — 17 м над уровнем моря.

## Население
| 2002 | 2005 | 2008 | 2010 |
| ---- | ---- | ---- | ---- |
| 436  | ↘428 | ↘423 | ↘395 |

## Улицы
| - ул. Зелёная, - ул. Лазурная, - ул. Лесная, | - ул. Мира, - ул. Отрадная, - ул. Речная. |

## Инфраструктура
Большинство домов в посёлке используются как дачи.

## Транспорт
Посёлок связан автомобильной дорогой длиной 5,5 км с федеральной трассой М60 «Уссури». Ближайшая железнодорожная станция Кипарисово находится на расстоянии 3,5 км к западу.